# Парвус, Александр Львович
Алекса́ндр Льво́вич Па́рвус (нем. Alexander Parvus, настоящее имя — Изра́иль Ла́заревич Ге́льфанд; 27 августа [8 сентября] 1867, Березино, Минская губерния — 12 декабря 1924, Берлин) — деятель российского и германского социал-демократического движения, теоретик марксизма, публицист, доктор философии.

## Детство и юность
Родился в Березине под Минском в семье еврея-ремесленника.
В раннем детстве дом родителей сгорел в результате крупного пожара, уничтожившего значительную часть города, и семья Гельфандов была вынуждена переехать в Одессу, на родину отца, где тот стал портовым грузчиком:17.
В Одессе окончил гимназию. В это время уже существовал Палестинский фонд, на средства которого можно было получить образование в Европе. Заручившись знакомством с торговцем оружием Сахаровым, Гельфанд стал его агентом и отправился за границу.

## Гельфанд — Парвус
В 1886 году приехал в Цюрих, где сблизился с группой «Освобождение труда» (Г. В. Плехановым, П. Б. Аксельродом и В. И. Засулич). В 1888 поступил в Базельский университет, где изучал главным образом политическую экономию. Под руководством профессора политэкономии Карла Бюхера написал диссертацию, посвящённую проблеме разделения труда. В 1891 году со степенью доктора философии окончил университет и переехал в Германию.
Несколько лет работал в различных швейцарских и затем германских банках. Вступил в Социал-демократическую партию Германии, где оказался на крайнем левом фланге. «Прозорливый и воинственный, — пишет И. Дойчер, — он искал способ и путь возродить революционный дух немецкого социализма».
В 1893 году как «нежелательный иностранец» был выслан из Германии. «Парвусом» («малышом») он стал летом 1894 года, когда подписал этим псевдонимом одну из своих статей в теоретическом органе германской социал-демократии (а фактически — II Интернационала) Die Neue Zeit. Газету редактировал Карл Каутский. Вскоре выпустил сборник статей о кризисе в сельском хозяйстве.
Издавал собственное обозрение Aus der Weltpolitik («Из мировой политики»), писал статьи для журнала Каутского и для женской газеты Клары Цеткин.
Скептически относясь к русской интеллигенции, поддерживал тем не менее связи с российскими революционерами. На Международном социалистическом конгрессе в Лондоне в июле 1896 года был членом российской делегации.
В 1897 году стал редактором дрезденской газеты Sächsische Arbeiter Zeitung («Саксонская рабочая газета»), которая под его руководством резкостью тона вызывала сильное недовольство не только среди правых социал-демократов, но даже среди левых. В этот период с ним сотрудничали Юлиан Мархлевский и Роза Люксембург. Последняя стала его близкой подругой.
Широкую известность как марксистский теоретик и публицист получил благодаря своей полемике с Э. Бернштейном, статьям о мировой экономике и международных отношениях на рубеже XIX—XX вв. Основная работа этого периода — «Мировой рынок и сельскохозяйственный кризис», написанная в 1897 году и напечатанная под псевдонимом Парвус.

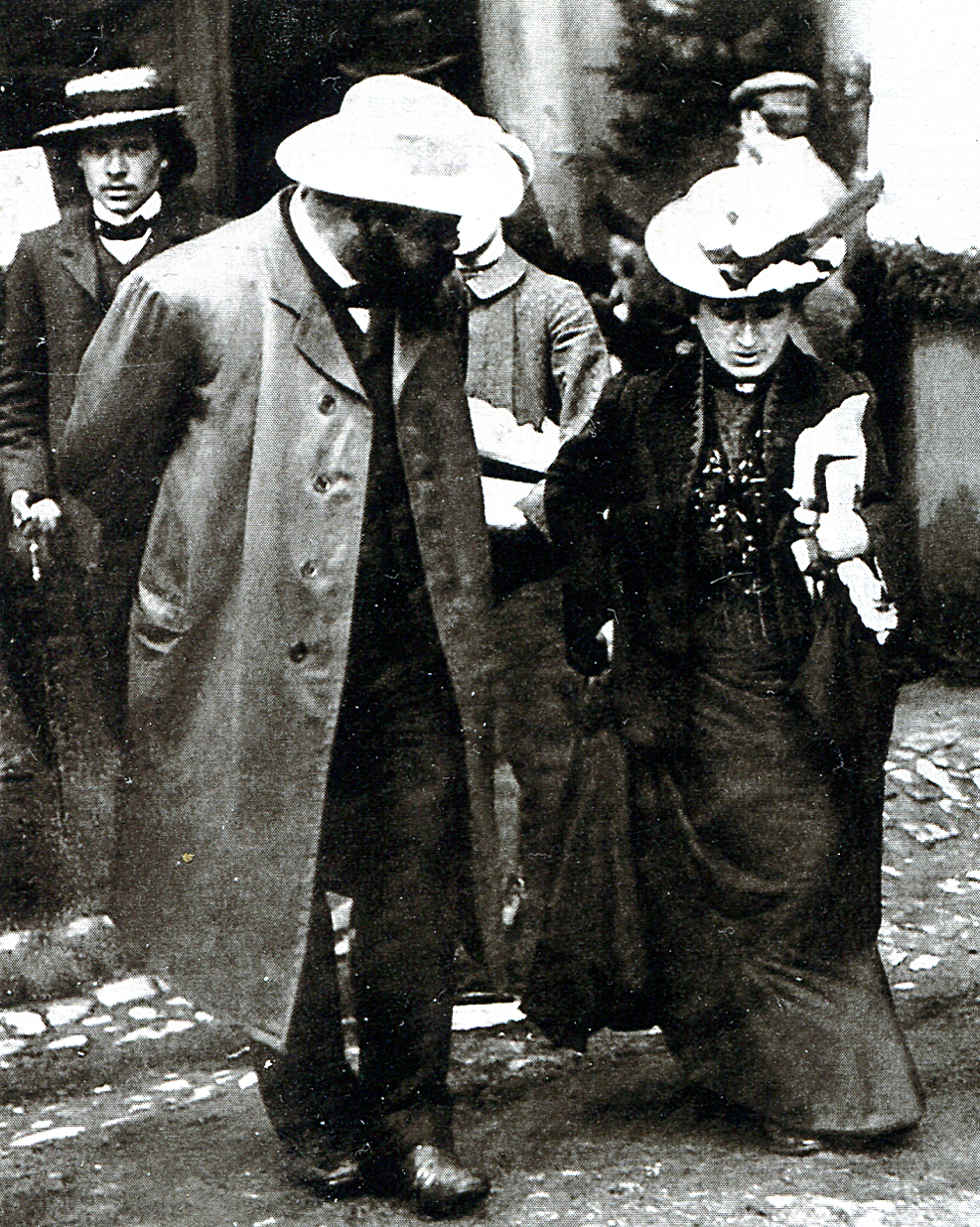
Парвус и Роза Люксембург

В 1898 году переезжает в Берлин, где по рекомендации Каутского начинает сотрудничать с центральной партийной газетой «Форвертс», но вскоре был арестован и выслан из Пруссии вместе с Юлианом Мархлевским.
Покинув Саксонию, своим преемником в газете назначил Розу Люксембург. Квартира его в Мюнхене уже в конце 1890-х годов стала центром притяжения как немецких, так и российских марксистов; Ленин часто бывал у него, пользовался книгами его личной библиотеки, и познакомился благодаря ему со многими видными революционерами. Приступив к изданию за рубежом органа РСДРП — газеты «Искра», Ленин, Мартов и Потресов не замедлили привлечь его к сотрудничеству. «Его статьи, — пишет И. Дойчер, — обычно выходили на первой странице „Искры“ — редакторы с радостью отодвигали свои передовицы на задний план, оставляя место для него». Познакомившийся с ним в редакции «Искры» Л. Д. Троцкий, считавший его «несомненно выдающейся марксистской фигурой конца прошлого и начала нынешнего столетия», позже вспоминал, что уже в те годы он «был одержим совершенно неожиданной, казалось бы, мечтой разбогатеть»:

Эту мечту он в те годы тоже связывал со своей социально-революционной концепцией. «Партийный аппарат окостенел, — жаловался он, — даже к Бебелю в голову трудно пробраться. Революционная критика отскакивает от них от всех, как горох от стены. Они довольны тем, что есть, ничего не хотят менять. Революция пугает их потому, что пострадают кассы. Вести революционной газеты нельзя, потому что могут пострадать типографии. Нам, революционным марксистам, нужно издательство, независимое от партийных бонз. Нужна большая ежедневная газета, выходящая одновременно на трёх европейских языках. К ней нужны приложения: еженедельные, ежемесячные, отдельные исследования, памфлеты и пр. Такое издательство станет могущественным орудием социально-революционной подготовки. Но для этого нужны деньги, много денег… Надо, во что бы то ни стало, разбогатеть!»

В 1899 году с фальшивыми документами отправился в Россию, где собирал материалы для книги о голоде 1896 года под названием Das hungernde Russland.

## Теория «перманентной революции»
Теория «перманентной» (непрерывной) революции восходит к К. Марксу и Ф. Энгельсу: согласно этой теории, в ходе непрерывных революций власть будет последовательно переходить от абсолютизма к конституционной монархии, затем — к буржуазной республике и наконец — к пролетариату. При этом, опираясь на опыт революций 1848—1849 годов в Европе, Маркс и Энгельс считали, что пролетарская революция неизбежно примет международный характер и, начавшись в одной стране, вызовет своего рода цепную реакцию: «француз начнёт, немец доделает». К этой теории, сложившейся ещё до Парижской коммуны, теоретики II Интернационала вновь обратились в начале XX века, на фоне нарастающего революционного движения в России. Так, Карл Каутский, повторяя, по сути, точку зрения Маркса и Энгельса, считал, что революция в России, перед которой стоят буржуазно-демократические задачи, может дать толчок революционному процессу в Европе, и прежде всего в Германии, в которой на повестке дня стояла уже революция социалистическая (пролетарская). Когда же в ведущих странах Европы установится пролетарская власть, она, в свою очередь, поможет русским рабочим модернизировать экономику России и создать условия для строительства социализма.
Парвус, солидаризируясь с теоретиками марксизма, сделал свой вклад в развитие теории «перманентной революции», уделив в ней особое место роли России. Парвус полагал, что в России, в силу особенностей её исторического развития, буржуазия не является революционным классом, поэтому задачи, стоящие перед буржуазной революцией, здесь придётся решать пролетариату. Объединённый фронт с буржуазией, обязательный до падения царизма, должен рассматриваться только как временный союз. Парвус также весьма сдержанно оценивал революционный потенциал российского крестьянства, считая, что играть в революции самостоятельную политическую роль оно не готово и обречено на то, чтобы оставаться лишь вспомогательной, резервной силой революции. Пролетариат, согласно Парвусу, должен в ходе вооружённого восстания создать своё собственное временное революционное правительство, не входя в союзы с другими классами (отсюда известный лозунг, который Ленин несправедливо приписывал Троцкому: «Без царя, а правительство рабочее»). Главную задачу этого правительства Парвус видел в осуществлении как преобразований общедемократического характера, уже реализованных в ходе буржуазных революций на Западе, так и мер, направленных на радикальное улучшение положения рабочего класса. В силу того, что в мире уже сформирован единый рынок, буржуазная революция и создание правительства «рабочей демократии» в России должны будут подтолкнуть революционный процесс на Западе и привести к социалистическим революциям в странах Запада, где условия для победы социализма уже созрели. Придя к власти на Западе, пролетариат сможет помочь своим русским товарищам добиться построения социализма в России.
После раскола РСДРП в 1903 году по организационным вопросам Парвус поддержал меньшевиков, но уже в 1904, когда в стане российской социал-демократии обнаружились серьёзные политические разногласия, разошёлся с меньшевиками и сблизился с Львом Троцким, которого увлёк теорией «перманентной революции». В конце 1904 года Парвус пытался помирить большевиков с меньшевиками, полагая, что грядущая революция многие разногласия снимет, в то время как раскол партии наносит огромный вред рабочему движению.
С началом русско-японской войны Парвус опубликовал в «Искре» серию статей «Война и революция», в которых, назвав войну «кровавой зарёй предстоящих великих свершений», предсказывал неизбежное поражение России и, как следствие, революцию (неизбежность войны между Россией и Японией Парвус предсказывал в 1895 году); это пророчество закрепило за ним репутацию проницательного политика.

## Организатор революции 1905 года
На протяжении всей весны и лета 1905 года Парвус призывал российских рабочих захватывать власть и формировать социал-демократическое правительство «рабочей демократии» и в октябре принял решение приехать в Россию лично для принятия участия в революционной борьбе на месте.
В октябре 1905 года, с началом Всероссийской стачки, Парвус по подложному паспорту прибыл в Петербург. Как и Троцкий, он опередил многих других эмигрантов-революционеров, которые вернулись в Россию только после провозглашённой царём амнистии. Троцкий и Парвус приняли непосредственное участие в создании Петербургского совета рабочих депутатов и вошли в его Исполнительный комитет.
Вместе с Троцким Парвус арендовал «газету-копейку» («Русскую газету»), которая с новыми редакторами быстро приобрела популярность: тираж её в считанные дни поднялся с 30 до 100 тысяч, а через месяц достиг 500 тысяч экземпляров (что в 10 раз превышало тираж большевистской «Новой жизни»). «Но техника, — вспоминал Троцкий, — не могла поспевать за ростом газеты. Из этого противоречия нас вывел в конце концов только правительственный разгром».
Лишившись «Русской газеты», Парвус и Троцкий в блоке с меньшевиками (левым крылом фракции) организовали газету «Начало», которая так же легко затмила «сероватую» газету большевиков.
По словам Г. Л. Соболева, 1905 год стал «звёздным часом» Парвуса; он писал статьи и прокламации, был одним из тех, кто определял стратегию и тактику Петербургского совета и составлял проекты его резолюций, выступал с пламенными речами в Совете и на заводах, был популярен и влиятелен. При этом находил время не только для политики; Троцкий вспоминал:

Парвусу так понравилась новая сатирическая пьеса, что он сразу закупил 50 билетов для друзей на следующее представление. Нужно пояснить, что он получил накануне гонорар за свои книги. При аресте Парвуса у него в кармане нашли 50 театральных билетов. Жандармы долго бились над этой революционной загадкой. Они не знали, что Парвус всё делает с размахом".

Именно Парвус был автором знаменитого «Финансового манифеста», исчерпавшего терпение правительства. В документе, принятом Петербургским советом 2 декабря, речь шла о коррупции в правительстве России, о его финансовой несостоятельности и подложных балансах. «Страх перед народным контролем, который раскроет перед всем миром финансовую несостоятельность правительства, заставляет его затягивать созыв народного представительства…». Указывая на непредставительный характер правительства («самодержавие никогда не пользовалось доверием народа и не имело от него полномочий»), Совет заявлял, что русский народ не будет оплачивать долги «по всем тем займам, которые царское правительство заключило, когда явно и открыто вело войну со всем народом». После Октябрьской революции 1917 года советское правительство напомнит об этом давнем предупреждении зарубежным кредиторам Николая II.

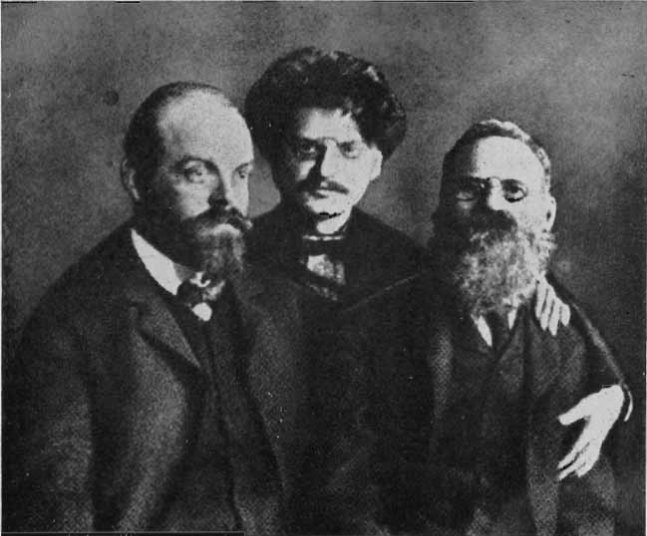
Парвус, Троцкий, Лев Дейч

После ареста 3 декабря 1905 года Троцкого и других членов Исполнительного комитета сам автор скандального документа ещё несколько месяцев оставался на свободе и некоторое время возглавлял ушедший в подполье Совет: к 10 декабря был избран новый состав Совета, и Парвус стал его председателем. Но, как пишет Г. Л. Соболев, в конечном счете он потерпел поражение: «… Его авторитет в Петербургском Совете в решающие дни революционной борьбы резко упал, и ему даже пришлось выйти из его состава в знак протеста против трусливо принятого Петербургским Советом решения о прекращении забастовки». В результате этого решения Декабрьское вооружённое восстание в Москве, не получив поддержки в других промышленных центрах, в том числе в столице, было подавлено.
В 1906 году Парвус был арестован и провёл несколько месяцев в Петропавловской крепости, имея возможность шить себе на заказ костюмы и шёлковые галстуки. Его приезжали навестить К. Каутский и Р. Люксембург.
Осенью 1906 года вместе с другими членами Исполкома он предстал на открытом судебном процессе, получившем большой общественный резонанс; в отличие от Троцкого, приговорённого к пожизненному поселению в Сибири с лишением всех гражданских прав, Парвус получил лишь 3 года ссылки в Туруханский край; но, как и его ученик, по пути в ссылку бежал, вернувшись сначала в Петербург, а затем в Германию, где его ожидал большой скандал.
О том, насколько известен был в это время Парвус, свидетельствует статья о нём, помещённая в апреле 1906 года в Энциклопедическом словаре Брокгауза и Ефрона; и тем не менее революция не сделала его ни героем (как Троцкого), ни влиятельной фигурой в российской социал-демократии. «Несмотря на инициативность и изобретательность его мысли, — писал ученик о своём учителе, — он совершенно не обнаружил качества вождя».

## «Дело Парвуса»
Ещё с 1902 года Парвус был литературным агентом М. Горького; его стараниями пьеса «На дне» была поставлена в Германии, где имела исключительный успех, обошла все театры и в одном только Берлине выдержала 500 представлений. Часть суммы, полученной от этих постановок, составила агентский гонорар самого Парвуса, другую он должен был передать Горькому, третью — в партийную кассу РСДРП (в то время партия была формально единой); но, как утверждал Горький, кроме Парвуса, никто своих денег не получил. «Трудно сказать, — пишут по этому поводу З. Земан и В. Шарлау, — что было правдой, а что вымыслом в этой истории с Горьким…». Во всяком случае, по жалобе Горького дело Парвуса в начале 1908 года рассматривала партийная комиссия в составе А. Бебеля, К. Каутского и К. Цеткин; Парвус был морально осуждён и исключён из обеих партий. Сумма, присвоенная Парвусом, составила 180 тысяч золотых марок.
Скандал заставил его покинуть Германию и найти себе прибежище сначала в Вене (где, по свидетельству Н. Иоффе, он некоторое время принимал участие в издании венской «Правды»), а затем в Константинополе, где в 1908 году победила так называемая Младотурецкая революция. Хотя, по мнению Радека, и помимо скандала, в Германии Парвусу уже нечего было делать: «Этот страстный тип эпохи Ренессанса не мог вместиться в рамках спокойной германской социал-демократии, в которой после падения волны русской революции революционные тенденции пошли на убыль. Ему нужно было или крупное дело, или… новые ощущения».

## Парвус и «младотурки»: первый миллион
В годы реакции, разочаровавшись в русской революции, Парвус увлёкся революционными событиями на Балканах. Ещё до отъезда из Германии он издал одну из лучших своих работ — «Колониальная политика и крушение капиталистического строя», первое глубокое исследование империализма, оказавшее значительное влияние на теоретиков II Интернационала, включая Ленина. «Изучение империализма, — писал Радек, — привело его к убеждению, что новый крупный толчок для рабочего движения придёт с Востока. Ещё в Германии он дал блестящий очерк движущих сил китайской революции. Из Константинополя он начал писать замечательные характеристики турецкого освободительного движения».
Об этом периоде жизни Парвуса его биографам доподлинно известно крайне мало, большая часть информации относится к разряду слухов, домыслов, предположений. Известно, что, поселившись в 1910 году в Константинополе, он установил контакты с различными социалистическими группами, писал статьи для правительственного журнала «Молодая Турция» и стал экономическим советником правительства младотурок, — но каким образом, достоверно не знает никто. Сторонники «масонской» версии русской революции считают, что с правительством Парвуса свёл один из его лидеров, Мехмет Таллат, великий мастер ложи «Великий Восток Турции». Иначе думает Г. Л. Соболев: «Он гордился заключённой сделкой с Россией по доставке зерна, которая, по его утверждению, спасла режим младотурок от катастрофы. Возможно, поэтому он стал не только миллионером, но и советником правительства „младотурок“…». Но, если верить Радеку, Парвус мог обратить на себя внимание правительства своими статьями как «глубокий знаток финансовых вопросов»: «Он сблизился с турецкими кругами и начал печатать в правительственном органе „Молодая Турция“ прекрасные боевые статьи против всех проделок финансового капитала в Турции».
Также доподлинно известно, что именно здесь, в Турции, осуществилась давняя мечта Парвуса: он наконец разбогател. Но история его обогащения представляет собою в основном область догадок. «…Его статьи, — пишет Радек, — обратили на него внимание финансовых кругов. …Он вошёл во всякие сношения с русскими и армянскими дельцами в Константинополе, которым служил советом, зарабатывая на этом крупные деньги. Имея всегда тягу к широкой жизни, он начал теперь жить, разбрасывая деньги направо и налево». С дорогостоящих советов бизнес Парвуса только начинался; в дальнейшем, по имеющимся сведениям, он стал официальным представителем ряда немецких компаний, в том числе концерна Круппа, и первые миллионы заработал на поставках в Турцию продовольствия и оружия во время Балканских войн 1912—1913 годов.
Некоторые историки утверждают, что уже в Турции, в 1911 году, Парвус стал германским агентом. Однако имперский посол в Константинополе Ганс фон Вангенгейм в своей телеграмме от 9 января 1915 года представлял Парвуса иначе: «Известный русский социалист и публицист д-р Гельфанд, один из лидеров последней русской революции, который эмигрировал из России и которого несколько раз высылали из Германии, последнее время много пишет здесь, главным образом, по вопросам турецкой экономики. С начала войны Парвус занимает явно прогерманскую позицию».

## Германские деньги для революции в России
На встрече с немецким послом в Константинополе Гансом фон Вангенгеймом Парвус заверил его в своей «совершенно пронемецкой позиции» и сообщил, что помогает украинским националистам и поддерживает газету Батсариаса в Бухаресте. Он попросил денег у имперского правительства на организацию революции в России, убеждая посла, что русские революционеры смогут достичь своих целей только при полном уничтожении царизма и разделе России на малые государства. «Россия будет опасна для Германии даже после войны, если русская империя не будет разделена на ряд отдельных частей», — доносил посол слова Парвуса.
Далее, предлагая принять Парвуса в Берлине, посол сообщал:

… Отдельные фракции разобщены, между ними существует несогласованность. Меньшевики ещё не объединились с большевиками, которые, между тем, уже приступили к действиям. Парвус видит свою задачу в объединении сил и организации широкого революционного подъёма. Для этого необходимо прежде всего созвать съезд руководителей движения — возможно, в Женеве. Он готов предпринять первые шаги в этом направлении, но ему понадобятся немалые деньги.

В это время Германия уже начала искать возможности заключения сепаратного мира с Россией, однако российский император Николай II на это не пошёл. Поэтому в предложении Парвуса-Гельфанда немцы увидели альтернативную возможность прекратить войну на два фронта, развалив одного из противников.

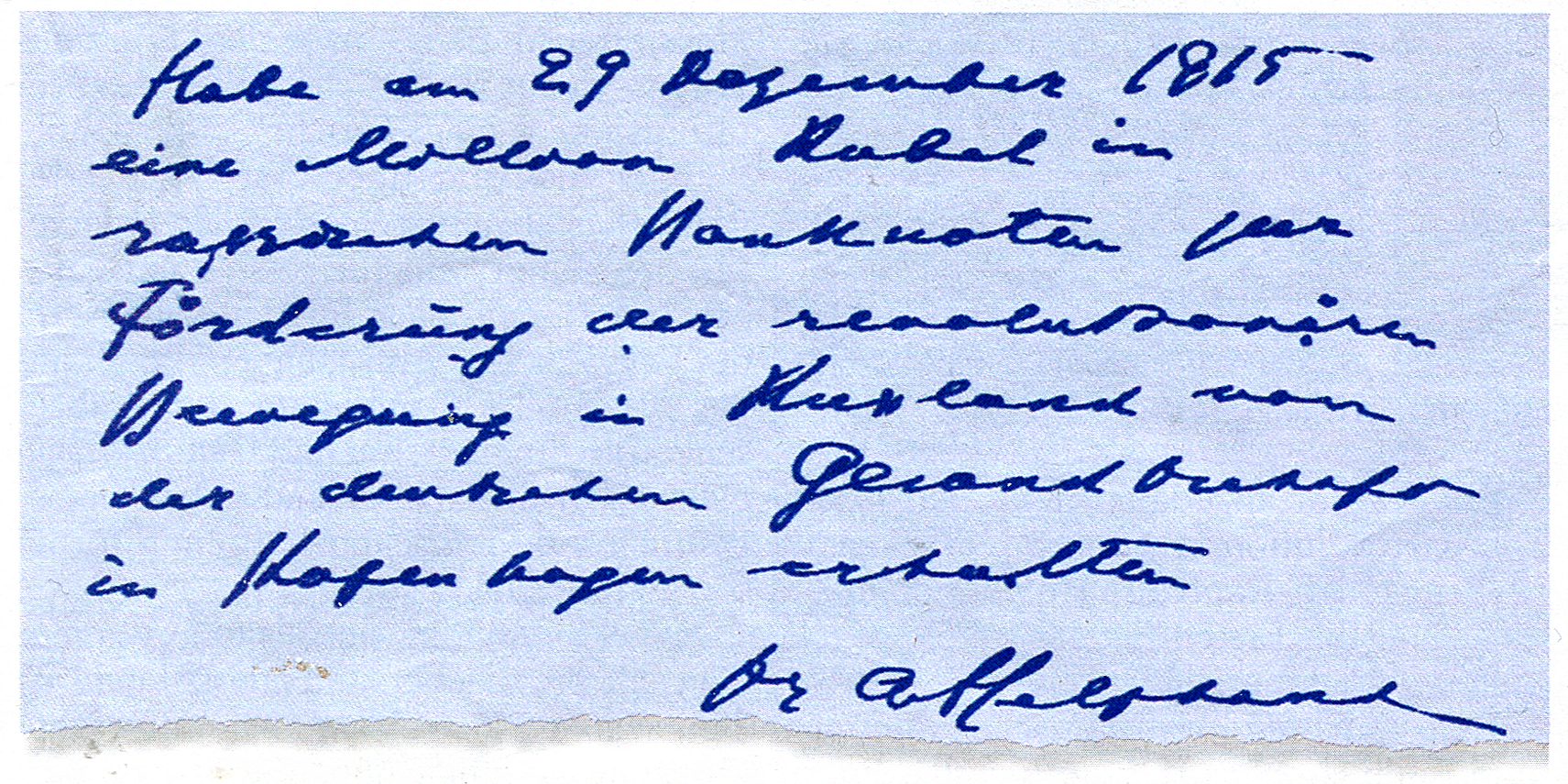
Расписка Парвуса в получении 1 млн рублей: «Получил 29 декабря 1915 один миллион рублей в банкнотах на потребности революционного движения в России от посланника Германии в Копенгагене. Др. А. Гельфанд»

В марте 1915 года заявитель направил немецкому правительству подробный план организации революции в России — документ, известный под названием «Меморандум д-ра Гельфанда». Опираясь на опыт революции 1905—1907 годов, он на 20 страницах расписал, как организовать кампанию в прессе, как поднять на борьбу с царизмом армию, флот и национальные окраины. Ключевую роль в своём плане Парвус отводил большевикам, которые будто бы «уже начали действовать», но успех считал невозможным без объединения усилий всех социал-демократов (включая многочисленные национальные организации); пренебрегая тем, что значительная часть меньшевиков занимала «патриотическую» позицию и считала недопустимыми антиправительственные выступления во время войны, Парвус писал, что «умеренная группа всегда находилась под большим влиянием немецких социал-демократов, и личный авторитет некоторых немецких и австрийских социал-демократических вождей и сейчас может оказать на них сильное воздействие».
6 марта по предложению А. Циммермана с Гельфанда-Парвуса были сняты все ограничения на передвижение по Германии, он был обеспечен паспортами для поездок в нейтральные страны. На следующий день Циммерман написал в Министерство финансов Германии запрос на выделение 2 млн марок для ведения революционной пропаганды в России. 11 марта средства были выделены.
Доверенными агентами Гельфанда-Парвуса были швейцарский социал-демократ К. Моор, румыно-болгарский социалист Х. Раковский, большевики Я. Ганецкий и К. Радек, эсеры Е. Цивин и Н. Рубакин, эстонский социалист, агент германской разведки А. Кескюла и другие.
Министр финансов Германии Гельферих 26 декабря 1915 года писал: «По-моему, он слишком нафантазировал в своих планах, особенно в так называемом финансовом плане, в котором мы вряд ли сможем участвовать». Однако 29 декабря 1915 года Гельфанду-Парвусу был выделен один миллион рублей. З. Земан и В. Шарлау считают, что немецкая сторона вовсе не горела желанием поиграть с огнём и поддержка русских революционеров изначально рассматривалась как способ давления на Николая II с целью заключения сепаратного мира, не более того.

## Реализация планов революции
Как утверждают З. Земан и В. Шарлау, при возвращении в Германию в 1915 году Парвус был прохладно встречен всеми фракциями германской социал-демократии. При этом одни, как Г. Гаазе, считали его русским агентом, другие, как Э. Давид, — агентом турецким; а для пацифистов он был спекулянтом, бесстыдно наживающимся на войне.

### Деньги для Троцкого
Ещё в феврале 1915 года пацифистская газета «Наше слово», издававшаяся в Париже Мартовым и Троцким, опубликовала статью Троцкого «Некролог живому другу»: «На миг отвернувшись от фигуры, которая появляется на Балканах под столь заслуженным псевдонимом, автор сих строк считает долгом личной чести отдать должное человеку, которому он обязан своими идеями и умственным развитием больше, чем любому другому представителю старшего поколения европейских социал-демократов…». Но — «Парвуса больше нет. Теперь политический Фальстаф бродит по Балканам и порочит своего же покойного двойника». В другом номере газета призвала российских социалистов порвать какие бы то ни было политические связи с Парвусом, в частности воздержаться от работы в научном институте, основанном им в Копенгагене. Уязвлённый «некрологом», Парвус написал открытое письмо редактору, в котором пытался объяснить свою позицию, но Троцкий письмо не опубликовал.
Парадоксально, что деньги на издание «Нашего слова» её официальный руководитель Х. Раковский получал от Парвуса.

### Деньги для Ленина
Парвус, обосновавшийся в мае 1915 года в одной из самых дорогих гостиниц Цюриха, дважды встречался с Лениным: сначала на ужине в ресторане, на который Ленин пришел в сопровождении жены Н. Крупской и И. Арманд, а затем на квартире Ленина и Крупской, но никаких исторических документов подтверждающих это не обнаружено. Ленин публично отказался от сотрудничества. В июле 1917 проводилось расследование, которое велось против Ленина и его соратников по обвинению в государственной измене. Убедительных доказательств шпионской деятельности Ленина и получения им денег, однако, так и не было предъявлено.
В 1915 году Ленин был занят подготовкой к «съезду», который войдёт в историю как Международная социалистическая конференция в Циммервальде, и сам Парвус по поводу этой встречи впоследствии писал: «Я изложил ему мои взгляды на последствия войны для социал-демократии и обратил внимание на то, что, пока продолжается война, в Германии не сможет произойти революция, что сейчас революция возможна только в России, где она может разразиться в результате поражения от Германии. Однако он мечтал об издании социалистического журнала, с помощью которого, как он полагал, он сможет немедленно направить европейский пролетариат из окопов в революцию».
Историк-эмигрант Г. М. Катков констатирует, что «сговора не произошло», о том же свидетельствует Карл Радек: «Вернувшись из Константинополя в 1915 году, Парвус пытался завязать сношения с Лениным и Розой Люксембург. Получив от них обоих и от Троцкого ответ, что он предатель и что с ним не может иметь никаких политических дел революционер, Парвус покатился безудержно по наклонной плоскости». Подтверждают это и З. Земан и В. Шарлау. Поскольку «пораженчество» большевиков не имело ничего общего с желанием победы Германии (лозунг «превращения империалистической войны в войну гражданскую» был адресован социал-демократам всех воюющих стран), Ленин весьма резко отзывался о содержании журнала «Колокол» (нем. Die Glocke), который Парвус с сентября 1915 года издавал в Германии. Так, в ноябре 1915 г. в статье «У последней черты» лидер большевиков писал:
В шести номерах его журнальчика нет ни единой честной мысли, ни одного серьёзного довода, ни одной искренней статьи. Сплошная клоака немецкого шовинизма, прикрытая разухабисто намалёванной вывеской: во имя будто бы интересов русской революции! Вполне естественно, что эту клоаку похваливают оппортунисты: Кольб и хемницкий «Народный голос». Господин Парвус имеет настолько медный лоб, что публично объявляет о своей «миссии» «служить идейным звеном между вооружённым немецким и революционным русским пролетариатом».
Договориться с русскими социал-демократами за рубежом Парвусу не удалось; вместо объединительного съезда руководителей РСДРП состоялась Циммервальдская конференция, не имевшая ничего общего ни с планами Парвуса, ни с интересами его покровителей; «теперь, — пишут З. Земан и В. Шарлау, — ему предстояло сделать выбор: он мог информировать МИД о своей неудаче в Швейцарии и ограничиться в этом случае, по договорённости с немецкими дипломатами, социалистической пропагандой в Западной Европе или попытаться создать свою организацию, достаточно сильную, чтобы она могла действовать в России». Но в России война загнала противников «мировой бойни» либо в труднодоступные районы Сибири, либо в глубокое подполье; никаких собственных связей с российским подпольем Парвус не имел, как политический деятель был в России давно забыт. Когда назначенная им на январь 1916 года революция не состоялась (произошли лишь массовые стачки рабочих в Петрограде) и пришлось давать объяснения, Парвус ссылался на неких своих агентов в России, посчитавших будто бы необходимым отложить восстание на неопределённое время; однако имена этих мифических агентов неизвестны исторической науке и по сей день.
Тем не менее Парвус создал идеологическое и финансовое обеспечение «Союза освобождения Украины», от имени которого направил приветственные телеграммы германскому и австрийскому императорам по случаю взятия Варшавы и Холма.

## Бизнес на войне
Переместившись в Копенгаген, Парвус основал Институт по изучению причин и последствий мировой войны (англ. Parvus Institute for the Study of the Social Consequences of War, дат. Institut til Forskning af Krigens sociale Følger, швед. forskningsinstitut i Köpenhamn om krigets sociala följder). Быть может, именно с целью создания собственной организации и установления связей с российским подпольем он приглашал к сотрудничеству многих российских социал-демократов, именно из числа противников войны (согласились немногие); однако никакая самостоятельная организация на базе института не возникла, а предполагаемая конспиративная деятельность этого учреждения, по словам З. Земана и В. Шарлау, не имеет документального подтверждения: «институт занимался тем, чем и должен был заниматься, — исследовательской работой». Созданием «рабочих мест» для очень небольшого числа нуждающихся русских эмигрантов, по-видимому, исчерпывается вклад института в русскую революцию.
Более полезной оказалась импортно-экспортная компания, созданная Парвусом в Копенгагене в 1915 году — «Американо-Скандинавско-Русское акционерное общество». Компания поставляла в Россию различные товары отчасти легально, отчасти контрабандой. Сеть торговых агентов Парвуса постоянно курсирует между Россией и скандинавскими странами. В работу вовлечены Скларц, Клингсланд, Ганецкий и его двоюродная сестра Евгения Суменсон, М.Козловский. Когда летом 1917 года ЦК РСДРП(б) разбирал персональное дело польских революционеров Я. Ганецкого и М. Ю. Козловского, обвинённых в спекуляции и контрабанде, Ганецкий в своих показаниях по поводу этой компании сообщал: «Будучи в тяжёлом материальном положении, узнав, что Парвус в Копенгагене делает дела, я обратился к нему и предложил свои услуги. Парвус сначала предложил мне деньги для моего личного оборудования в коммерции. Но, не имея опыта, я не хотел лично вести дела с чужими деньгами. Немного спустя было организовано акционерное общество, и я был управляющим».
Американский историк С. Ляндерс, изучив перехваченную российской контрразведкой переписку Ганецкого с его финансовыми агентами в Петрограде, пришёл к неутешительному выводу: «Товары направлялись в Петроград, а вырученные за них деньги — в Стокгольм, но никогда эти средства не шли в противоположном направлении». Но для эмигрантов, если верить Радеку, фирма всё же оказалась полезной; в июне 1917 года, защищая Ганецкого, Радек писал из Стокгольма Ленину: «… Ганецкий занимался вообще торговлей не для личной наживы, а для того, чтобы помогать материально партии. Последние два года Ганецкий не одну тысячу дал нашей организации, несмотря на то, что все рассказы о его богатстве пустая сплетня…».

## В 1917 году
После Февральской революции Парвус принял деятельное участие в переброске через Германию в Петроград в специальном поезде находившихся в Швейцарии российских революционеров, которым страны Антанты отказывали в визе. Операция была проведена Я.Ганецким при помощи Комитета по возвращению русских эмигрантов на родину. Когда Парвус попытался в Стокгольме встретиться с Лениным, тот категорически отказался от общения и даже потребовал, чтобы его отказ был официально запротоколирован. Тем не менее Ленин командировал в созданное Парвусом в Стокгольме «Заграничное бюро большевистской партии» Радека, дополнительно к уже работавшим там Ганецкому и Воровскому.
Будучи к тому времени уже германским подданным, вернуться в Россию Парвус не мог, но много времени проводил в Стокгольме, пытаясь оттуда, в первую очередь через Заграничное бюро ЦК РСДРП, принять участие в русской революции. Когда в июле 1917 года большевиков обвинили в связях с германским генштабом и главным доводом оказалась созданная им экспортно-импортная компания, Парвус в своём берлинском издательстве выпустил брошюру под названием «Мой ответ Керенскому и компании»:

Я всегда, — писал Парвус, — всеми имеющимися в моём распоряжении средствами поддерживал и буду поддерживать российское социалистическое движение. Скажите вы, безумцы, почему вас беспокоит, давал ли я деньги Ленину? Ни Ленин, ни другие большевики, чьи имена вы называете, никогда не просили и не получали от меня никаких денег ни в виде займа, ни в подарок….
Однако ему не поверили. Деятельность Парвуса всё больше разочаровывала германскую сторону. В декабре 1917 года советник миссии в Стокгольме Курт Рицлер направил в МИД секретный меморандум об участии Парвуса «в развитии событий»:

Насколько сильно его влияние на русских социалистов — не ясно. Он сам поначалу страстно ждал сообщений на этот предмет, а теперь он полагает, что Троцкий активно и открыто выступает против него, Ленин занимает нейтральную позицию, а деятели более мелкого масштаба — на его стороне. Его предположение относительно Троцкого абсолютно верно, но не исключено, что и Ленин тоже против него и что он переоценивает своё влияние на других, точно так же как он переоценил доверие Воровского и Радека к нему. Он говорит, что эти двое ничего не предпринимают, не сообщив ему. Но я абсолютно точно выяснил, что он ошибается. Воровский относится к нему с величайшим подозрением и говорит, что верить Парвусу нельзя. Сейчас доктор Гельфанд работает над укреплением своей позиции в России с помощью «унтер-офицеров», вопреки Ленину и Троцкому и даже, при необходимости, против них. В этих обстоятельствах, всячески стараясь сохранить с ним доверительные отношения, я был вынужден отстранить его от всех вопросов, касающихся способов переговоров.

Ещё раньше, в ноябре, получив от нового российского правительства официальное предложение о перемирии и начале мирных переговоров, МИД намеревался подключить к переговорам и Парвуса как представителя германской социал-демократии, и откомандировать его для этой цели в Петроград. Но от этого пришлось отказаться, поскольку Вухерпфенниг из Стокгольма 22 (9) ноября докладывал:

Здешняя русская колония раньше времени узнала о делах Парвуса и отнеслась к ним неодобрительно. Даже круги, близкие к большевикам, возражают против того, что ему поручена столь деликатная миссия, говоря, что немецкие социал-демократы дадут противникам большевиков мощное оружие, «выбрав» такого человека, как он, в качестве курьера, тогда как другая сторона говорит, что вряд ли большевики оказались бы у власти без денежной поддержки Парвуса. Многие считают, что появление Парвуса в Петрограде поставит под угрозу ожидаемое там формирование демократической коалиции.

## После Октябрьской революции («Мидас наоборот»)
После Октябрьской социалистической революции Парвус, по свидетельству Ганецкого, ждал, что Ленин всё-таки пригласит его руководить российскими финансами, но этого не произошло. К. Радек, проведший 1917 год в Стокгольме, рассказывал: «Когда пришли известия об Октябрьской революции, он приехал от имени Центрального Комитета германской социал-демократии в Стокгольм и обратился к заграничному представительству большевиков, предлагая от имени пославших его, в случае отказа германского правительства заключить мир, организовать всеобщую забастовку. В личном разговоре он просил, чтобы после заключения мира ему было разрешено Советским правительством приехать в Петроград; он готов предстать перед судом русских рабочих и принять приговор из их рук, он убеждён, что они поймут, что он в своей политике не руководствовался никакими корыстными интересами, и позволят ему ещё стать в ряды русского рабочего класса, чтобы работать для русской революции». Ленин, однако, считал Парвуса слишком скомпрометированным.
Не получив разрешения вернуться в Россию, Парвус, по свидетельству Троцкого, какое-то время ещё пытался издалека участвовать в русской революции:

После Октября Парвус сделал было попытку сблизиться с нами; он даже стал издавать для этой цели где-то в Скандинавии газетку на русском языке, кажется, под заглавием «Извне»… Помню, как весело мы смеялись по поводу неуклюжей попытки «бывшего» человека взять русскую революцию под свою высокую руку. «Надо поручить „Правде“ его отхлестать…» — такими примерно словами откликнулся Ленин на парвусовскую попытку.

Дочь Адольфа Иоффе — старого друга и ученика Парвуса — вспоминала, что «в 1918 году в Берлине, где отец был в качестве советского посла, Парвус пытался с ним встретиться. Однако посол встретиться с ним не пожелал. В это время Парвус был богатым человеком, преуспевающим коммерсантом, и, как говорили, с далеко не безупречной репутацией».
В ответ на обвинения в политических провокациях ради личного обогащения, запрет на въезд в Россию и слова Ленина «революцию нельзя делать грязными руками», Парвус написал книгу «В борьбе за правду» (Берлин, 1918).
Приобретя многомиллионное состояние, Парвус в 1918 году отошёл от политики (при этом, правда, в 1921 году уволил из финансировавшейся им газеты «Die Glocke» Макса Беера, за попытку последнего повернуть газету влево). «Он расходовал, — пишет Радек, — значительные деньги на ряд социал-демократических издательств, но сам в них участия не принимал: политически он совершенно опустился. Он сказал несколько лет тому назад: „Я Мидас наоборот: золото, к которому я прикасаюсь, делается навозом“».
Парвус умер в Берлине в декабре 1924 года от инсульта. После его смерти не осталось никаких его бумаг, исчезло всё его состояние.

## Семья
Жена (до 1903 года) — Татьяна Наумовна Берман (Тауба Гершевна; 1868—1917), участница социал-демократического движения, переводчик, библиотекарь. Сын — Евгений Гнедин (1898—1983), советский дипломат, диссидент и мемуарист.
Жена — Екатерина Роман. Сын — Леон Гельфанд, работал в посольстве СССР в Италии и исчез.

## Два Парвуса
Исследователи жизни и деятельности Парвуса З. Земан (известный также как первый публикатор знаменитых документов МИДа Германии) и В. Шарлау оказались вынуждены признать, что «загадка жизни Гельфанда осталась неразрешённой» и имеющиеся в их распоряжении источники позволяют «частично раскрыть загадочные обстоятельства, связанные с жизнью Гельфанда», но не более того.
С одной стороны, уже один только «Меморандум д-ра Гельфанда» вкупе с распиской в получении денег даёт все основания считать его платным германским агентом, действовавшим в интересах Германии, и с этой позиции толковать все его действия, в том числе считать его копенгагенский институт лишь прикрытием конспиративной деятельности.
С другой стороны, люди, знавшие Парвуса, никогда не верили в то, что он работал на кайзеровскую Германию: человек, считавший, что революция в России неизбежно вызовет цепную реакцию, одной из ближайших жертв которой станет именно Германия (что в конечном счете и произошло), — такой человек, разжигая революционный пожар в России, мог оказывать кайзеру лишь заведомо медвежью услугу.
Парвус был сторонником вступления Турции в войну на стороне Германии и Австро-Венгрии, при его непосредственном участии Германия оказывала Турции помощь оружием и продовольствием, — для одних это вернейшее доказательство его предательства как в отношении России, так и в отношении социал-демократии; а для других — лишь очень сомнительный путь к революции. «В Парвусе всегда было что-то сумасбродное», — напишет Троцкий после его смерти. Его позицию в годы войны Карл Радек излагает следующим образом: «Неверие в самостоятельные силы русской революции толкнуло его к мысли, что неважно, кто разобьёт царизм: пусть это сделает Гинденбург. Русские рабочие используют поражение царизма. А что сделают германские рабочие перед лицом победоносного германского империализма? На этот вопрос Парвус отвечал: война настолько ухудшит положение германских рабочих, что они поднимутся и справятся со своими Гинденбургами. Он не понимал только одного — что для этого нужно ещё одно условие: чтобы германская социал-демократия подготовляла восстание рабочего класса, вместо того чтобы развращать его массы социал-патриотической проповедью». Примерно так же, только без критики формулирует позицию Парвуса его немецкий ученик К. Хениш: «Союз между прусскими штыками и российским пролетариатом приведет к падению царского самодержавия, но одновременно исчезнет и прусский полу-абсолютизм, как только он лишится тыла русского абсолютизма, служившего ему защитой». Наконец, с этим согласуется и заявление самого Парвуса, сделанное в 1919 году: «Я желал победы центральным державам, потому что я хотел предотвратить реакцию победоносного царизма и союзнического империализма и потому, что я считал, что в победоносной Германии социал-демократия будет достаточно сильна, чтобы изменить режим».
Сам «Меморандум д-ра Гельфанда» одним представляется тщательно разработанным планом действий, а для других это заведомый, рассчитанный на неосведомлённость немецких чиновников блеф, в котором реальным содержанием были наполнены только три слова: «понадобятся немалые деньги». Именно ради денег, как полагает Г. Л. Соболев, Парвус сам — в нарушение всех правил конспирации — распространял слухи о готовящемся им восстании в Петрограде. Когда в 1916 году эти слухи достигли российской столицы, начальник Петербургского охранного отделения К. И. Глобачёв (который, в отличие от Парвуса, через своих провокаторов имел прямую связь с социал-демократическими организациями) докладывал начальству: «…Денежные средства их организаций незначительны, что едва ли имело бы место в случае получения немецкой помощи». И конкретно по поводу планов Парвуса Глобачёв писал: «Это только мечты, которым никогда не суждено осуществиться, ибо для создания подобного грандиозного движения, помимо денег, нужен авторитет, которого у Парвуса ныне уже нет…».
Российские социал-демократы, по крайней мере с начала Первой мировой войны, отказывались считать Парвуса товарищем по борьбе: он был равно чужим и для тех, кто призывал рабочих всех воюющих стран «превратить империалистическую войну в войну гражданскую», и для тех, кто боролся за «мир без победителей и побеждённых, без аннексий и контрибуций», и для тех, кто призывал русских рабочих на время войны забыть свои претензии к существующей власти.
А для высокопоставленных германских чиновников он оставался «русским революционером» и «известным русским социалистом».
Наконец, ещё одного Парвуса создал 5 ноября (23 октября) 1917 года руководитель Русской миссии в Париже полковник граф Игнатьев 2-й:

Парвус родился в России: ему от 40 до 50 лет, бывший социалист-революционер, при прежнем режиме совершил побег из Сибири и нашел убежище в Швейцарии. В этой стране он был исключен из своей партии за хищение финансовых средств… В начале войны он организовал в этом городе в пользу Русского общества анархистов, но на германские деньги, «Общество по изучению социальных последствий войны»… В начале 1915 года ему удалось получить у германских властей разрешение на проезд в Скандинавию, где он поступил на работу в пропагандистские службы Германии. Именно по приезде в Копенгаген он принял имя Гельфанда. В течение 1915 г. Парвус направляется в Румынию, где с помощью социалиста Раковского ему удается закупить значительное количество русской пшеницы, которую он затем сумел отправить контрабандным путём в Германию. Он якобы получил за эту аферу 1 миллион марок комиссионных….

## Книги и статьи А. Парвуса
- «Государственный переворот и массовая политическая забастовка» (Staatsstreich und politischer Massenstreik) (1895)
- «Мировой рынок и сельскохозяйственный кризис» (перев. с нем, 1897)
- Das hungernde Russland (1900) (описание поездки по голодающим губерниям)
- «Россия и революция» (1906)
- «В русской Бастилии во время революции» (In der russischen Bastille während der Revolution) 1907.
- «Колониальная политика и крушение капиталистического строя» (1908)
- «Капиталистическое производство и пролетариат» (Die kapitalistische Produktion und das Proletariat) (1908)
- «Классовая борьба пролетариата» (Der Klassenkampf des Proletariats) (1908)
- «В рядах германской социал-демократии» (1908)
- «Социал-демократия и парламентаризм» (Die Sozialdemokratie und der Parlamentarismus) (1909)
- «Социализм и социальная революция» (Der Sozialismus und die soziale Revolution) (1909)
- «План Русской революции (сокращенная версия)» (1915)
- В борьбе за правду = Von Parvus. Im Kampf Um Die Wahrheit, BERLIN 1918. — М.: Альпина Паблишер, 2017. — 147 p. — ISBN 978-5-9614-6465-8.

## Киновоплощения
- сериал «Падение орлов» (Англия, 1974). В роли Майкл Гоух / Michael Gough
- Человек по имени Парвус / Ein Mann namens Parvus. ФРГ, 1984. В роли Гюнтер Лампрехт.
- Фильм «Ленин. Поезд» (Италия, 1988, реж. Дамиано Дамиани). Роль Парвуса сыграл Тимоти Уэст.
- Cериал «Демон революции» (2017, реж. В. Хотиненко). В роли Федор Бондарчук.
- Сериал «Троцкий» (2017, реж. А. Котт, К. Статский). В роли Михаил Пореченков.
- Сериал «Payitaht: Abdülhamid» (Турция, 2017). В роли Кеворк Маликян / tr:Kevork Malikyan.
- Фильм «Ленин. Неизбежность» (2019, реж. В. Хотиненко). В роли Парвуса Федор Бондарчук.